# Margaretania superba
Margaretania superba är en fjärilsart som beskrevs av Hans Georg Amsel 1961. Margaretania superba ingår i släktet Margaretania och familjen Crambidae. Inga underarter finns listade i Catalogue of Life.